# Мимрук Олександр Віталійович
Олександр Віталійович Мимрук (16 березня 1989, м. Благовіщенське, Кіровоградська обл.) – український письменник, журналіст, редактор. Автор поетичних книжок «Цукровик», «Річка з назвою птаха» та публіцистично-журналістської книжки «Олег Сенцов».
Керівник громадської організації «Культурно-видавничий проект Читомо». Як журналіст і публіцист – автор численних статей на теми літератури, видавничої справи, архітектури й культури загалом. Співкуратор та упорядник книжкового проєкту про історію мистецької та культурної періодики в Україні «Екземпляри XX».
Лауреат літературної премії «Смолоскип» (2016, 2017), премії НСПУ «За яскравий поетичний дебют року» (2018). Переможець та фіналіст низки літературних конкурсів, серед яких «Молода республіка поетів», «УрбаПерехрестя», «Гайвороння» та інші.
Твори перекладалися польською, івритом, німецькою та англійською мовами.

## Основні твори

### Поезія
- «Цукровик» (видавництво «Смолоскип», 2017);
- «Річка з назвою птаха» (Видавництво Старого Лева, 2024).

### Нон-фікшн
- «Олег Сенцов» (видавництво «Фоліо», 2017, англ. переклад 2018);
- «Екземпляри XX» (куратор, автор передмови та співупорядник разом з Оксаною Хмельовською, видавництво ArtHuss, 2021);
- «Книга-мандрівка. Українці» (автор розділу про Кропивниччину, видавництво «Книголав», 2025).

### Поезія та проза в антологіях
- «Кольорова поезія» (друкарський дім «Рута», 2016);
- «Антологія молодої української поезії III тисячоліття» (видавництво «А-БА-БА-ГА-ЛА-МА-ГА», 2018);
- «Альманах першої кави» (видавництво «Пінзель», 2021);
- «Мателот: Морський збірник 2019-2020» (оповідання «На край шельфу» під псевдонімом Олександр Костюк, видавництво «Підручники  посібники», 2021);
- «Sunflowers: Ukrainian Poems on War, Resistance, Hope and Peace» (вірші у перекладі англійською Елли Євтушенко, видавництво «River Paw Press». 2022).